# Fritz Leiber
Fritz Reuter Leiber Jr. (ur. 24 grudnia 1910, zm. 5 września 1992) – amerykański pisarz fantasy i science fiction, uznawany za jednego z klasyków literatury fantasy. Wielokrotny laureat nagród Hugo, Nebula oraz World Fantasy.
Otrzymał kilka honorowych nagród: Nagrodę Gandalfa (Grand Master) w 1975, Nagrodę World Fantasy za dorobek życia (1976) oraz Damon Knight Memorial Grand Master Award przyznaną przez the Science Fiction and Fantasy Writers of America (1981).
Najbardziej znany z pisanego w ciągu ponad 50 lat, począwszy od 1939 r., cyklu opowiadań fantasy o Fafrydzie i Szarym Kocurze. Pierwszy tom, pod tytułem Miecze i ciemne siły (ang. Swords and Deviltry) wydano w Polsce w 1993 r.; Wydawnictwo Solaris (obecnie Wydawnictwo Stalker Books) dopiero w 2004 roku rozpoczęło wydawanie całości cyklu.

### Przygody Fafryda i Szarego Kocura
- Zobaczyć Lankmar i umrzeć(inne języki) (Ill Meet in Lankhmar, 1970, Hugo i Nebula, wyd. polskie 2004)
  - polskie wydanie jest połączeniem dwóch pierwszych tomów oryginału – Swords and Deviltry(inne języki) (w Polsce wydane wcześniej jako Miecze i ciemne siły) oraz Swords Against Death(inne języki)
- Przez mgły i morza(inne języki) (Swords in the Mist, 1968, wyd. polskie 2004)
- Droga do skarbu(inne języki) (Swords Against Wizardry, 1968, wyd. polskie 2004)
- Oblężenie Lankmaru(inne języki) (The Swords of Lankhmar, 1968, wyd. polskie 2005)
- O krok od zguby(inne języki) (Swords and Ice Magic, 1977, wyd. polskie 2005)
- Rycerz i łotrzyk(inne języki) (The Knight and Knave of Swords, 1991, wyd. polskie w przygotowaniu 2013)

### Powieści
- Mąż czarownicy(inne języki) (Conjure Wife, 1943) – pol. wyd. w: Mąż czarownicy/Wielki czas, Solaris, 2008, przeł. Dariusz Kopociński, ISBN 978-83-89951-87-8.
- Ciemności, przybywaj (Gather, Darkness!, 1943) – pol. wyd. Solaris, 2010, przeł. Dariusz Kopociński, ISBN 978-83-7590-033-0.
- The Green Millennium (1953)
- Wielki czas(inne języki) (The Big Time, 1958) – pol. wyd. w: Mąż czarownicy/Wielki czas, Solaris, 2008, przeł. Dariusz Kopociński, ISBN 978-83-89951-87-8; Hugo
- The Silver Eggheads(inne języki) (1961)
- Wędrowiec (The Wanderer, 1964) – pol. wyd. Czytelnik, 1980, przeł. Julita Wroniak; Hugo
- Tarzan and the Valley of Gold(inne języki) (1966) (nowela na podst. scenariusza Claira Hauffakera do filmu pod tym samym tytułem(inne języki) wg powieści Edgara Rice Burrougsa)
- A Spectre Is Haunting Texas(inne języki) (1968)
- Our Lady of Darkness(inne języki) (1977) – World Fantasy Award
- Ship of Shadows (1970) – Hugo

### Zbiory opowiadań
- Night's Black Agents(inne języki) (1947)
- Shadows with Eyes (1962)
- The Book of Fritz Leiber(inne języki) (1974)

#### Ważniejsze krótkie formy
- Porzucam kośćmi(inne języki) (Gonna Roll the Bones, 1967, wydane w antologii Niebezpieczne wizje, Hugo i Nebula)
- Zdążyć na Zeppelina(inne języki) (Catch That Zeppelin!, 1975, Hugo i Nebula, polski przekł. Mirosław P. Jabłoński)
- Belsen Express(inne języki) (1975, World Fantasy Award)